# Records d'Arabie saoudite d'athlétisme
Les records d'Arabie saoudite d'athlétisme sont les meilleures performances réalisées par des athlètes saoudiens et homologuées par la Fédération saoudienne d'athlétisme (SAAF).

## Plein air

### Hommes
| Épreuve              | Record | Athlète | Date                | Compétition                            | Lieu                 | Réf.   |
| -------------------- | --- | --- | ------------------- | -------------------------------------- | -------------------- | ------ |
| 100 m                | 10 s 03 (+1,2 m/s) | Abdullah Abkar Mohammed                                                                                             | 30 juin 2018        | Meeting de Paris                       | Paris                |        |
| 200 m                | 20 s 39 (+1,4 m/s) | Fahhad Mohammed al-Subaie                                                                                           | 25 août 2019        | G.G.Arzumanov International Memorial   | Tachkent             |        |
| 400 m                | 43 s 93 (AR) | Youssef Masrahi | 23 août 2015        | Championnats du monde                  | Pékin                | [ 1 ]  |
| 800 m                | 1 min 43 s 66 | Mohammed al-Salhi                                                                                                   | 8 mai 2009          | Qatar Athletic Super Grand Prix        | Doha                 |        |
| 1 500 m              | 3 min 31 s 82 | Mohammed Shaween | 29 mai 2011         | Fanny Blankers-Koen Games              | Hengelo              | ,      |
| Mile                 | 3 min 52 s 00 | Mohammed Shaween | 9 juin 2011         | Bislett Games                          | Oslo                 | [ 4 ]  |
| 3 000 m              | 7 min 44 s 57 | Alyan Sultan al-Qahtani                                                                                             | 16 août 1996        |                                        | Cologne              |        |
| 5 000 m              | 12 min 58 s 58 | Moukheld al-Outaibi                                                                                                 | 23 juillet 2005     | KBC Night of Athletics                 | Heusden-Zolder       |        |
| 10 000 m             | 27 min 31 s 61 | Moukhled al-Outaibi                                                                                                 | 9 juin 2012         |                                        | Radès                | [ 5 ]  |
| 10 km (route)        | 29 min 20 s 7 | Hader Misfer al-Dosari                                                                                              | juillet 1996        |                                        | Kaiserslautern       |        |
| Semi-marathon        | 1 h 02 min 58 s | Abdullah Al-Joud Abdelazziz                                                                                         | 29 mars 2014        | Championnats du monde de semi-marathon | Copenhague           | [ 6 ]  |
| Marathon             | 2 h 20 min 35 s | Abdullah al-Sadiq                                                                                                   | 30 septembre 2001   | Marathon de Budapest                   | Budapest             |        |
| 110 m haies          | 13 s 36 (+0,8 m/s) | Ahmad Khader al-Muwallad                                                                                            | 4 juin 2018         | Mémorial Josef-Odložil                 | Prague               | [ 7 ]  |
| 400 m haies          | 47 s 53 (AR) | Hadi Soua'an al-Somaily                                                                                             | 27 septembre 2000   | Jeux olympiques                        | Sydney               | [ 8 ]  |
| 3 000 mètres steeple | 8 min 08 s 14 | Saad Shaddad al-Asmari                                                                                              | 16 juillet 2002     |                                        | Stockholm            |        |
| Saut en hauteur      | 2,21 m | Jamal Fakhri al-Qasim                                                                                               | 8 juillet 2006      |                                        | Lublin               |        |
| Saut en hauteur      | 2,21 m | Hashim Issa al-Oqabi                                                                                                | 25 juillet 2007     | Championnats d'Asie                    | Amman                |        |
| Saut en hauteur      | 2,21 m | Nawaf Ahmed al-Yami                                                                                                 | 15 juin 2013        |                                        | Salzbourg            |        |
| Saut à la perche     | 5,70 m | Hussain Al-Hizam | 26 mars 2021        | Texas Relays                           | Austin               |        |
| Saut en longueur     | 8,48 m (+0,6 m/s) (AR) | Mohamed Salman al-Khuwalidi                                                                                         | 2 juillet 2006      |                                        | Sotteville-lès-Rouen |        |
| Triple saut          | 17,07 m (+0,3 m/s) | Salem al-Ahmadi | 15 mai 1997         |                                        | Riyad                |        |
| Lancer du poids      | 21,13 m (AR) | Sultan Abdulmajeed al-Hebshi                                                                                        | 8 mai 2009          | Qatar Athletic Super Grand Prix        | Doha                 |        |
| Lancer du disque     | 65,08 m | Sultan Mubarak al-Dawoodi                                                                                           | 30 juin 2012        |                                        | Kielce               | [ 5 ]  |
| Lancer du marteau    | 70,96 m | Mohammed Al-Dubaisi                                                                                                 | 20 mai 2023         | Werfertage                             | Halle-sur-Saale      | [ 9 ]  |
| Lancer du javelot    | 77,85 m | Ali Al-Jadani | 14 août 1999        | Jeux panarabes                         | Irbid                | [ 10 ] |
| Décathlon            | 7 677 pts | Mohammed Jassim al-Quraya                                                                                           | 19–20 décembre 2011 | Jeux panarabes                         | Doha                 | [ 11 ] |
| Décathlon            | 10 s 60 (+1,5 m/s) (100 m), 7,12 m (-1,2 m/s) (longueur), 12,67 m (poids), 2,00 m (hauteur), 49 s 41 (400 m) / 14 s 36 (-0,2 m/s) (110 m haies), 38,88 m (disque), 4,30 m (perche), 58,30 m (javelot), 4 min 52 s 19 (1 500 m) | |                     |                                        |                      |        |
| 20 km marche (route) | 2 h 10 min 24 s | Hazam al-Outeibi | 6 mars 1986         |                                        | Doha                 |        |
| 50 km marche (route) | | |                     |                                        |                      |        |
| 4 × 100 m            | 38 s 98 | Équipe nationale Kalifa al-Saker Mubarak Ata Mubarak Salem Mubarak al-Yami Jamal Abdullah Al-Saffar                 | 28 mars 2002        |                                        | Qatif                |        |
| 4 × 400 m            | 3 min 2 s 30 | Équipe nationale Ismail Mohammed H Alsibyani Mohammed Obaid A Alsalhi Hamed Hamdan A Albishi Yousef Ahmed M Masrahi | 26 novembre 2010    | Jeux asiatiques                        | Guangzhou            | [ 12 ] |

### Femmes
| Épreuve              | Record             | Athlète                                                                   | Date            | Compétition                             | Lieu       | Réf. |
| -------------------- | ------------------ | ------------------------------------------------------------------------- | --------------- | --------------------------------------- | ---------- | ---- |
| 100 m                | 12 s 90 (+1,8 m/s) | Yasmeen Al-Dabbagh                                                        | 16 mai 2022     | Jeux du Conseil de Coopération du Golfe | Koweït     |      |
| 200 m                | 27 s 86            | Yasmeen Al-Dabbagh                                                        | 18 mai 2022     | Jeux du Conseil de Coopération du Golfe | Koweït     |      |
| 400 m                | 66 s 33            | Dana Salah Al-Shehri                                                      | 25 août 2018    | Jeux asiatiques                         | Jakarta    |      |
| 800 m                | 2 min 39 s 41      | Miznah Al-Nassar                                                          | 16 mai 2017     | Jeux de la solidarité islamique         | Bakou      |      |
| 1 500 m              | 5 min 30 s 51      | Sarah Attar                                                               | 10 mars 2012    | Ben Brown Invitational                  | Fullerton  |      |
| 3 000 m              | 11 min 27 s 30     | Sarah Attar                                                               | 16 mars 2013    | Northridge Invitational                 | Northridge |      |
| 5 000 m              | 20 min 33 s 42     | Miznah Fayez Al-Nasser                                                    | 18 mai 2022     | Jeux du Conseil de Coopération du Golfe | Koweït     |      |
| 10 000 m             | 45 min 25 s 40     | Miznah Fayez Al-Nasser                                                    | 16 mai 2022     | Jeux du Conseil de Coopération du Golfe | Koweït     |      |
| Marathon             | 3 h 7 min 16 s     | Sarah Attar                                                               | 7 octobre 2018  | Marathon de Chicago                     | Chicago    |      |
| 110 m haies          | 18 s 83            | Rana Khaled Al-Sulaimani                                                  | 16 mai 2022     | Jeux du Conseil de Coopération du Golfe | Koweït     |      |
| 400 m haies          |                    |                                                                           |                 |                                         |            |      |
| 3 000 m steeple      |                    |                                                                           |                 |                                         |            |      |
| Saut en hauteur      | 1,45 m             | Raghad Abu Arish                                                          | 18 mai 2022     | Jeux du Conseil de Coopération du Golfe | Koweït     |      |
| Saut à la perche     |                    |                                                                           |                 |                                         |            |      |
| Saut en longueur     | 4,31 m             | Abir El-Mansoury                                                          | 13 mai 2007     |                                         | Clusone    |      |
| Triple saut          |                    |                                                                           |                 |                                         |            |      |
| Lancer du poids      | 6,84 m             | Saja Al-Ramis                                                             | 16 mai 2022     | Jeux du Conseil de Coopération du Golfe | Koweït     |      |
| Lancer du disque     |                    |                                                                           |                 |                                         |            |      |
| Lancer du marteau    |                    |                                                                           |                 |                                         |            |      |
| Lancer du javelot    | 11,55 m            | Sara Abdulrahman Ahmed                                                    | 27 octobre 2019 |                                         | Koweït     |      |
| Décathlon            |                    |                                                                           |                 |                                         |            |      |
|                      |                    |                                                                           |                 |                                         |            |      |
|                      |                    |                                                                           |                 |                                         |            |      |
| 20 km marche (route) |                    |                                                                           |                 |                                         |            |      |
| 4 × 100 m            | 53 s 52            | Raghad Abu Arish Yasmeen Al-Dabbagh L. Al-Humaid Rana Khaled Al-Sulaimani | 17 mai 2022     | Jeux du Conseil de Coopération du Golfe | Koweït     |      |
| 4 × 400 m            |                    |                                                                           |                 |                                         |            |      |